# Pantasina
Pantasina è una frazione di 127 abitanti del comune di Vasia, in provincia di Imperia. Fino al 1928 fu comune autonomo.

## Geografia fisica
Si trova nella valle del rio del Crotto, affluente di sinistra del torrente Prino. Gran parte della zona di Pantasina è coltivata a uliveto mentre nelle zone più alte il bosco di castagno si alterna a ampi prati ancora oggi adibiti alla pastorizia.

## Storia
Secondo le fonti storiche il toponimo Pantasina deriverebbe dal greco protoindeuropeo "pan (i)n ta zina", che significherebbe "luogo ubicato interamente sulla sponda di un terreno, di un alveo".
Così come l'odierno capoluogo di Vasia, di Prelà e i vari insediamenti della valle del torrente Prino, anche la comunità di Pantasina fece parte della castellania di Pietralata Superiore a partire dal medioevo. Già alle dipendenze dei marchesi di Clavesana passò quindi tra i possedimenti dei conti di Ventimiglia (1233) e, per discendenza, dei Lascaris di Ventimiglia.
Nel 1575 questa parte del territorio rientrò tra i domini del Ducato di Savoia che, dal 1723 e fino alla fine del XVIII secolo, assoggettò l'area nella provincia di Oneglia del Regno di Sardegna.
Con la dominazione napoleonica di inizio Ottocento la costituita municipalità di Pantasina venne compresa dal 1801 tra i confini della Repubblica Ligure inserendosi nel cantone degli Ulivi della giurisdizione degli Ulivi (capoluogo Oneglia e Porto Maurizio come capo cantone). Dal 1805 al 1814 con il Primo Impero francese i nuclei di Vasia, Pantasina e Pianavia andarono a costituire un'unica municipalità sotto il cantone di Oneglia del Dipartimento di Montenotte. Alla caduta di Napoleone, il congresso di Vienna del 1814 stabilì l'annessione nel Regno di Sardegna che inquadrò questa parte del territorio nella provincia di Oneglia; nel 1818 è sottoposta al mandamento di Prelà, provincia di Oneglia, divisione di Nizza. Con il passaggio nel successivo Regno d'Italia, dal 1859 al 1926 il territorio fu compreso nel III mandamento di Dolcedo del circondario di Porto Maurizio facente parte della provincia di Nizza (poi provincia di Porto Maurizio e, dal 1923, di Imperia).
Nel 1928 il comune di Pantasina venne soppresso e unito, come frazione, al comune di Vasia.

## Monumenti e luoghi d'interesse

### Architetture religiose
- Chiesa parrocchiale della Trasfigurazione di Gesù. Risalente al Seicento, fu edificata sulla base di un tempio preesistente. La facciata neoclassica tripartita scandita da lesene presenta due ordini sovrapposti sormontati da un timpano.
- Oratorio di Santa Caterina. Situato nella piazza principale del paese come la parrocchiale, Presenta una bella facciata barocca.
- Santuario della Madonna della Guardia. Situato in splendida posizione ombreggiata tra grandi alberi su un poggio sulla strada verso il colle d'Oggia, presenta una maestosa facciata a salienti in pietra a vista. Dallo spiazzo antistante si può godere di un ottimo panorama sui paesi circostanti fino alla città di Porto Maurizio.
- Chiesa di San Giuseppe. Situata nella borgata Pino, la piccola facciata di ispirazione neoclassica è sormontata da un piccolo campanile sulla parte sinistra.
- Chiesa dei Santi Cosma e Damiano. Situata presso un piccolo prato tra gli ulivi a poca distanza dalla borgata Galli, può essere meta di una piacevole passeggiata nel vialetto ben asfaltato. Il colore rossastro della facciata di ispirazione barocca risalta nelle campagne di ulivi circostanti.
- Chiesetta dell'Assunta in una piccola piazzetta della borgata Poggio.
- Chiesette o cappelle campestri di San Bernardo, San Luigi e della Misericordia.

## Economia
L'economia del paese è legata principalmente all'agricoltura, specialmente all'olivicoltura, ma anche il turismo sta attraversando un periodo di crescita grazie soprattutto alla presenza di turisti tedeschi.

## Infrastrutture e trasporti

### Strade
Pantasina è situata lungo la strada provinciale 40, proveniente da Imperia e dal capoluogo Vasia e avente termine al comune di Prelà. A Pantasina inoltre inizia la strada provinciale 93 che collegandosi successivamente con la strada provinciale 24 permette di raggiungere Borgomaro e il Colle d'Oggia.